# Klein-Neusiedl
Klein-Neusiedl ist eine Gemeinde mit 921 Einwohnern (Stand 1. Jänner 2025) im Bezirk Bruck an der Leitha in Niederösterreich.

## Geografie

Klein-Neusiedl um das Jahr 1873 (Aufnahmeblatt der Landesaufnahme)

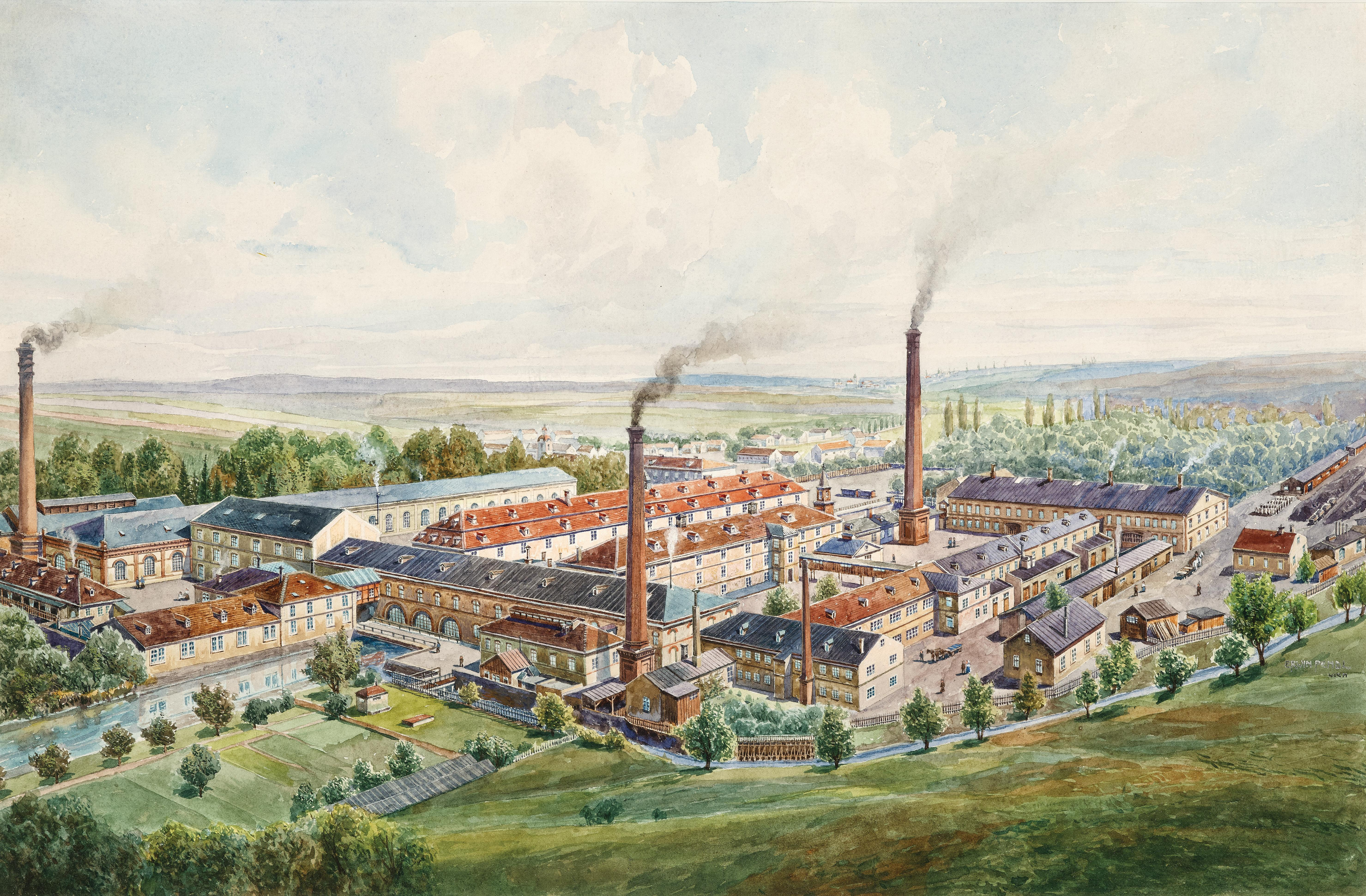
Erwin Pendl: Papierfabrik Klein-Neusiedl aus der Vogelschau

Klein-Neusiedl liegt südlich von Fischamend im Industrieviertel in Niederösterreich. Die Gemeinde liegt an der Fischa, diese bildet die Grenze im Osten. Die Fläche der Gemeinde umfasst 5,97 Quadratkilometer. Davon sind 56 Prozent landwirtschaftliche Nutzfläche, 4 Prozent sind bewaldet und 34 Prozent entfallen auf eine Start- und Landebahn vom Flughafen Wien-Schwechat.

### Gemeindegliederung
Die Gemeinde Klein-Neusiedl umfasst die einzige Katastralgemeinde Kleinneusiedl bzw. Ortschaft Klein-Neusiedl.

### Nachbargemeinden
|           | Fischamend                                  |                          |
| Schwechat | Kompassrose, die auf Nachbargemeinden zeigt | Enzersdorf an der Fischa |
|           | Schwadorf                                   |                          |

## Geschichte
Im Altertum war das Gebiet Teil der Provinz Pannonia.
Die älteste urkundliche Erwähnung des Ortes Kleinneusiedl findet sich in einer 1203 verfassten Urkunde des Bischofs Wolfker von Passau für das Stift Heiligenkreuz. In ihr wird auf einen Gütertausch zwischen dem Bistum Passau und dem Herzog Leopold V. (Österreich) in Kleinneusiedl (damals Niusiddele) hingewiesen der sich Ende 1191 Anfang 1192 zugetragen haben soll.
Prägend für den Ort war die 1796 erfolgte Gründung der Papierfabrik Klein-Neusiedl, der größten des Wiener Beckens. Ihre Einstellung in den frühen 1930ern entzog dem Ort schlagartig die Existenzgrundlage. In kleinerem Umfang wurde sie nach dem Krieg weiterbetrieben, die verbliebenen Gebäude dienen seither teilweise anderen Gewerbebetrieben.
Nach dem Anschluss Österreichs an das Dritte Reich im Jahre 1938 wurde der Ort als Teil des neugeschaffenen 23. Bezirk Schwechat nach Groß-Wien eingegliedert. Die Gemeinde wurde 1954 durch die Abtrennung von Wien wieder selbständig.
Von 1954 bis zu dessen Auflösung am 1. Jänner 2017 war Klein-Neusiedl Teil des Bezirks Wien-Umgebung.

### Einwohnerentwicklung
Die Bevölkerungszahl ging bis 2011 zurück, da sowohl Geburtenbilanz als auch Wanderungsbilanz negativ waren.
| Klein-Neusiedl: Einwohnerzahlen von 1869 bis 2025   | Klein-Neusiedl: Einwohnerzahlen von 1869 bis 2025 | Klein-Neusiedl: Einwohnerzahlen von 1869 bis 2025 | Klein-Neusiedl: Einwohnerzahlen von 1869 bis 2025 | Klein-Neusiedl: Einwohnerzahlen von 1869 bis 2025 |
| --------------------------------------------------- | ------------------------------------------------- | ------------------------------------------------- | ------------------------------------------------- | ------------------------------------------------- |
| Jahr                                                |                                                   |                                                   |                                                   | Einwohner                                         |
| 1869                                                | 1869                                              |                                                   | 823                                               | 823                                               |
| 1880                                                | 1880                                              |                                                   | 817                                               | 817                                               |
| 1890                                                | 1890                                              |                                                   | 917                                               | 917                                               |
| 1900                                                | 1900                                              |                                                   | 1.206                                             | 1.206                                             |
| 1910                                                | 1910                                              |                                                   | 1.417                                             | 1.417                                             |
| 1923                                                | 1923                                              |                                                   | 1.369                                             | 1.369                                             |
| 1934                                                | 1934                                              |                                                   | 1.195                                             | 1.195                                             |
| 1939                                                | 1939                                              |                                                   | 1.087                                             | 1.087                                             |
| 1951                                                | 1951                                              |                                                   | 1.064                                             | 1.064                                             |
| 1961                                                | 1961                                              |                                                   | 955                                               | 955                                               |
| 1971                                                | 1971                                              |                                                   | 1.011                                             | 1.011                                             |
| 1981                                                | 1981                                              |                                                   | 915                                               | 915                                               |
| 1991                                                | 1991                                              |                                                   | 864                                               | 864                                               |
| 2001                                                | 2001                                              |                                                   | 854                                               | 854                                               |
| 2011                                                | 2011                                              |                                                   | 798                                               | 798                                               |
| 2021                                                | 2021                                              |                                                   | 954                                               | 954                                               |
| 2025                                                | 2025                                              |                                                   | 921                                               | 921                                               |
| Quelle(n): Statistik Austria, Gebietsstand 1.1.2021 |                                                   |                                                   |                                                   |                                                   |

## Kultur und Sehenswürdigkeiten
- Filialkirche hl. Johannes Nepomuk
- barockes Pfister-Haus
- erhaltene Gebäude der Papierfabrik Klein-Neusiedl, in einer Halle wird ein Varietétheater betrieben

## Wirtschaft und Infrastruktur
Im Jahr 2001 gab es 8 land- und forstwirtschaftliche Betriebe sowie 38 nichtlandwirtschaftliche Arbeitsstätten. Die Zahl der Erwerbstätigen am Wohnort betrug nach der Volkszählung 2001 394. Die Erwerbsquote lag 2001 bei 47 Prozent.

### Öffentliche Einrichtungen
In Klein-Neusiedl befindet sich ein Kindergarten und eine Volksschule.

## Politik

### Gemeinderat
Der Gemeinderat hat 15 Mitglieder.
- Nach den Gemeinderatswahlen in Niederösterreich 1990 hatte der Gemeinderat folgende Verteilung: 12 SPÖ und 3 ÖVP.
- Nach den Gemeinderatswahlen in Niederösterreich 1995 hatte der Gemeinderat folgende Verteilung: 11 SPÖ, 3 ÖVP und 1 FPÖ.[4]
- Nach den Gemeinderatswahlen in Niederösterreich 2000 hatte der Gemeinderat folgende Verteilung: 11 SPÖ, 3 ÖVP und 1 FPÖ.[5]
- Nach den Gemeinderatswahlen in Niederösterreich 2005 hatte der Gemeinderat folgende Verteilung: 13 SPÖ und 2 ÖVP.[6]
- Nach den Gemeinderatswahlen in Niederösterreich 2010 hatte der Gemeinderat folgende Verteilung: 13 SPÖ und 2 ÖVP.[7]
- Nach den Gemeinderatswahlen in Niederösterreich 2015 hatte der Gemeinderat folgende Verteilung: 13 SPÖ und 2 ÖVP.[8]
- Nach den Gemeinderatswahlen in Niederösterreich 2020 hatte der Gemeinderat folgende Verteilung: 13 SPÖ und 2 ÖVP.[9]
- Nach den Gemeinderatswahlen in Niederösterreich 2025 hat der Gemeinderat folgende Verteilung: 13 SPÖ und 2 ÖVP.[10]

### Bürgermeister
- 2004–2019 Leopold Winkler (SPÖ)
- seit 2019 Robert Szekely (SPÖ)[11]

### Wappen
Das Wappen Klein-Neusiedls ziert ein roter Wolf, das Wappentier Passaus.

## Persönlichkeiten

### Ehrenbürger der Gemeinde
- 2019: Leopold Winkler (1948–2020[12]), Bürgermeister von Klein-Neusiedl 2004–2019[13]